# 'Til the Band Comes In

《'Til the Band Comes In》는 1970년 12월에 발매된 스콧 워커의 음반이다. 필립스 레코드에 의해 발매되었다.
| 전문가 평가     | 전문가 평가 |
| 평가 점수       | 평가 점수   |
| 출처            | 점수        |
| --------------- | ----------- |
| Allmusic        | [ 1 ]       |
| Pitchfork Media | 8.4/10      |

## 설명
스콧 워커의 6번째 솔로 앨범이다. 다시 스콧 워커 이름을 사용하기 시작한 앨범이기도 하다. 앨범의 곡은 1970년 9월, 그리스에서 워킹홀리데이를 보내는 동안 빠르게 작곡되었다. 녹음은 1970년 9월에서 11월 사이에 필립스 스튜디오에서 진행됐다. 당시 매니저였던 아디 세멜(Ady Semel)과 작업했고, 스콧 워커는 언론에 아디 세멜이 본인의 모든 가사를 검토하고 부적절하게 여긴 단어를 삭제하는 검열관 역할을 한다고 말했다.
이 앨범 이후 스콧은 Nite Flights 앨범 이전까지 자작곡을 수록하지 않았다.

## 곡 목록
전체 작사·작곡: 명시된 경우 외에는 모두 아디 세멜/스콧 워커가 작곡했다.
| #  | 제목                                       | 재생 시간 |
| -- | ------------------------------------------ | --------- |
| 1. | 〈Prologue〉                               | 1:23      |
| 2. | 〈Little Things (That Keep Us Together)〉  | 2:18      |
| 3. | 〈Joe〉                                    | 3:42      |
| 4. | 〈Thanks for Chicago Mr. James〉           | 2:18      |
| 5. | 〈Long About Now〉 (Sung by Esther Ofarim) | 2:06      |
| 6. | 〈Time Operator〉                          | 3:37      |
| 7. | 〈Jean the Machine〉                       | 2:10      |
| 8. | 〈Cowbells Shakin'〉                       | 1:06      |

| #   | 제목                                         | 작사·작곡                       | 재생 시간 |
| --- | -------------------------------------------- | ------------------------------- | --------- |
| 9.  | 〈'Til the Band Comes In〉                   |                                 | 3:50      |
| 10. | 〈The War Is Over (Sleepers)〉               |                                 | 3:36      |
| 11. | 〈Stormy〉                                   | 제임스 콥, 버디 뷰              | 3:09      |
| 12. | 〈The Hills of Yesterday〉                   | 헨리 맨시니, 폴 F. 웹스터       | 2:45      |
| 13. | 〈Reuben James〉                             | 알렉스 하비, 베리 에트리스      | 3:03      |
| 14. | 〈What Are You Doing the Rest of Your Life〉 | 앨런&마릴린 버그만, 미셸 르그랑 | 3:36      |
| 15. | 〈It's Over〉                                | 지미 로저스                     | 2:26      |